# Gentiana fremontii
Gentiana fremontii là một loài thực vật có hoa trong họ Long đởm. Loài này được Torr. mô tả khoa học đầu tiên năm 1845.